# 冰肉
冰肉，实际上是指用烧酒和白糖精制过的肥猪肉。有分熟腌和生腌两种。

## 特点
将肥肉用大量的白糖与适量的烧酒拌匀，腌约数天即成冰肉。腌成之后的肥肉雪白如冰，莹润透明，故称“冰肉”。冰肉入口清甜爽口，不肥不腻，能有这种口感，是因为白糖与烧酒混合后，与肥肉三者发生化学反应，去除了肉中油腻之故。